# Lista siturilor arheologice din județul Giurgiu - G
Lista siturilor arheologice din județul Giurgiu - G conține toate siturile arheologice din județul Giurgiu înscrise în Repertoriul Arheologic Național (RAN) și aflate în localități al căror nume începe cu litera G. RAN este administrat de Ministerul Culturii și Patrimoniului Național și cuprinde date științifice, cartografice, topografice, imagini și planuri, precum și orice alte informații privitoare la zonele cu potențial arheologic, studiate sau nu, încă existente sau dispărute.
Puteți căuta un sit din localitățile care încep cu litera G folosind formularul de mai jos sau puteți naviga prin toate siturile din județ la Lista siturilor arheologice din județul Giurgiu.
| Cod RAN                                   | Denumire | Localitate                    | Adresă                  | Datare                                       | Descoperit | Coordonate                                    | Imagine           | Erori            |
| ----------------------------------------- | --- | ----------------------------- | ----------------------- | -------------------------------------------- | ---------- | --------------------------------------------- | ----------------- | ---------------- |
| 100530.01.01 (Cod LMI: GR-I-s-A-14756)    | Cetatea medievală Giurgiu - "Insulă" / ansamblu anonim (Categorie: locuire civilă) (Tip: Cetate)                                                                     | municipiul Giurgiu            | Insulă                  | sec.XIV - XV                                 |            | 43°57′00″N 25°52′30″E / 43.95°N 25.875°E      | Încărcați imagine | Raportați eroare |
| 100530.02.01 (Cod LMI: GR-I-m-A-14757.01) | Situl arheologic de la Giurgiu - "Malu Roșu" / ansamblu anonim (Categorie: locuire civilă) (Tip: Așezare)                                                            | municipiul Giurgiu            | Malu Roșu               | Aurignacian                                  |            | 43°55′00″N 26°00′00″E / 43.91667°N 26°E       | Încărcați imagine | Raportați eroare |
| 100530.02.02 (Cod LMI: GR-I-s-A-14757)    | Situl arheologic de la Giurgiu - "Malu Roșu" / ansamblu anonim (Categorie: locuire civilă) (Tip: Așezare)                                                            | municipiul Giurgiu            | Malu Roșu               | Tei                                          |            | 43°55′00″N 26°00′00″E / 43.91667°N 26°E       | Încărcați imagine | Raportați eroare |
| 100530.02.03 (Cod LMI: GR-I-s-A-14757)    | Situl arheologic de la Giurgiu - "Malu Roșu" / ansamblu anonim (Categorie: locuire civilă) (Tip: Așezare)                                                            | municipiul Giurgiu            | Malu Roșu               | Basarabi                                     |            | 43°55′00″N 26°00′00″E / 43.91667°N 26°E       | Încărcați imagine | Raportați eroare |
| 100530.02.04 (Cod LMI: GR-I-s-A-14757)    | Situl arheologic de la Giurgiu - "Malu Roșu" / ansamblu anonim (Categorie: locuire civilă) (Tip: Așezare)                                                            | municipiul Giurgiu            | Malu Roșu               |                                              |            | 43°55′00″N 26°00′00″E / 43.91667°N 26°E       | Încărcați imagine | Raportați eroare |
| 100530.02.05 (Cod LMI: GR-I-m-A-14757.02) | Situl arheologic de la Giurgiu - "Malu Roșu" / ansamblu anonim (Categorie: locuire civilă) (Tip: Așezare)                                                            | municipiul Giurgiu            | Malu Roșu               |                                              |            | 43°55′00″N 26°00′00″E / 43.91667°N 26°E       | Încărcați imagine | Raportați eroare |
| 103201.01.01 (Cod LMI: GR-I-s-B-14783)    | Așezarea Tei de la Găujani - "Valea lui Guțu Gheorghe" / ansamblu anonim (Categorie: locuire civilă) (Tip: Așezare)                                                  | sat Găujani, comuna Găujani   | Valea lui Guțu Gheorghe | Tei                                          |            | 43°44′30″N 25°43′40″E / 43.74166°N 25.72778°E | Încărcați imagine | Raportați eroare |
| 103201.02.01 (Cod LMI: GR-I-m-B-14784.02) | Situl arheologic de la Găujani - "La Pepeniște" / ansamblu anonim (Categorie: locuire civilă) (Tip: Așezare)                                                         | sat Găujani, comuna Găujani   | La Pepeniște            |                                              |            | 43°44′00″N 25°44′00″E / 43.73333°N 25.73333°E | Încărcați imagine | Raportați eroare |
| 103201.02.02 (Cod LMI: GR-I-m-B-14784.01) | Situl arheologic de la Găujani - "La Pepeniște" / ansamblu anonim (Categorie: locuire civilă) (Tip: Așezare)                                                         | sat Găujani, comuna Găujani   | La Pepeniște            | sec. III - IV p. Chr.                        |            | 43°44′00″N 25°44′00″E / 43.73333°N 25.73333°E | Încărcați imagine | Raportați eroare |
| 103201.03.01 (Cod LMI: GR-I-m-B-14785.03) | Situl arheologic de la Găujani - "La Canalul Mare" / ansamblu anonim (Categorie: locuire civilă) (Tip: Așezare)                                                      | sat Găujani, comuna Găujani   | La Canalul Mare         | sec. III - IV p. Chr.                        |            | 43°44′30″N 25°44′30″E / 43.74166°N 25.74167°E | Încărcați imagine | Raportați eroare |
| 103201.03.02 (Cod LMI: GR-I-m-B-14785.02) | Situl arheologic de la Găujani - "La Canalul Mare" / ansamblu anonim (Categorie: locuire civilă) (Tip: Așezare)                                                      | sat Găujani, comuna Găujani   | La Canalul Mare         | Dridu sec. X - XI p. Chr.                    |            | 43°44′30″N 25°44′30″E / 43.74166°N 25.74167°E | Încărcați imagine | Raportați eroare |
| 103201.03.03 (Cod LMI: GR-I-m-B-14785.01) | Situl arheologic de la Găujani - "La Canalul Mare" / ansamblu anonim (Categorie: locuire civilă) (Tip: Așezare)                                                      | sat Găujani, comuna Găujani   | La Canalul Mare         | sec. XV                                      |            | 43°44′30″N 25°44′30″E / 43.74166°N 25.74167°E | Încărcați imagine | Raportați eroare |
| 103247.01.01 (Cod LMI: GR-I-s-B-14786)    | Așezarea Boian de la Ghimpați / ansamblu anonim (Categorie: locuire civilă) (Tip: Așezare)                                                                           | sat Ghimpați, comuna Ghimpați |                         | Boian                                        |            | 44°11′00″N 25°46′30″E / 44.18333°N 25.775°E   | Încărcați imagine | Raportați eroare |
| 105320.01.01 (Cod LMI: GR-I-m-B-14787.02) | Situl arheologic de la Ghizdaru - "Valea Gurbanului" / ansamblu anonim (Categorie: locuire civilă) (Tip: Așezare)                                                    | sat Ghizdaru, comuna Stănești | Valea Gurbanului        | geto-dacică sec. III - II a. Chr.            |            | 43°47′00″N 25°52′30″E / 43.78333°N 25.875°E   | Încărcați imagine | Raportați eroare |
| 105320.01.02 (Cod LMI: GR-I-m-B-14787.03) | Situl arheologic de la Ghizdaru - "Valea Gurbanului" / ansamblu anonim (Categorie: locuire civilă) (Tip: Așezare)                                                    | sat Ghizdaru, comuna Stănești | Valea Gurbanului        | Sântana de Mureș - Cerneahov sec. IV p. Chr. |            | 43°47′00″N 25°52′30″E / 43.78333°N 25.875°E   | Încărcați imagine | Raportați eroare |
| 105320.01.03 (Cod LMI: GR-I-m-B-14787.01) | Situl arheologic de la Ghizdaru - "Valea Gurbanului" / ansamblu anonim (Categorie: locuire civilă) (Tip: Așezare)                                                    | sat Ghizdaru, comuna Stănești | Valea Gurbanului        | Dridu sec. VIII - IX p. Chr.                 |            | 43°47′00″N 25°52′30″E / 43.78333°N 25.875°E   | Încărcați imagine | Raportați eroare |
| 105320.02.01 (Cod LMI: GR-I-m-B-14788.02) | Situl arheologic de la Ghizdaru - "Fundul Gurbanului" / ansamblu anonim (Categorie: locuire civilă) (Tip: Așezare)                                                   | sat Ghizdaru, comuna Stănești | Fundul Gurbanului       |                                              |            | 43°57′00″N 25°52′30″E / 43.95°N 25.875°E      | Încărcați imagine | Raportați eroare |
| 105320.02.02 (Cod LMI: GR-I-m-B-14788.01) | Situl arheologic de la Ghizdaru - "Fundul Gurbanului" / ansamblu anonim (Categorie: locuire civilă) (Tip: Așezare)                                                   | sat Ghizdaru, comuna Stănești | Fundul Gurbanului       | Dridu sec. IX - X p. Chr.                    |            | 43°57′00″N 25°52′30″E / 43.95°N 25.875°E      | Încărcați imagine | Raportați eroare |
| 103318.01.01 (Cod LMI: GR-I-m-B-14789.01) | Situl arheologic de la Gogoșari - "Gârla Gogoșari" / ansamblu anonim (Categorie: locuire) (Tip: Așezare)                                                             | sat Gogoșari, comuna Gogoșari | Gârla Gogoșari          | sec. X p. Chr.                               |            | 43°52′00″N 25°40′00″E / 43.86666°N 25.66667°E | Încărcați imagine | Raportați eroare |
| 103318.01.02 (Cod LMI: GR-I-m-B-14789.02) | Situl arheologic de la Gogoșari - "Gârla Gogoșari" / ansamblu anonim (Categorie: locuire) (Tip: Necropolă)                                                           | sat Gogoșari, comuna Gogoșari | Gârla Gogoșari          | sec. XVII - XVIII                            |            | 43°52′00″N 25°40′00″E / 43.86666°N 25.66667°E | Încărcați imagine | Raportați eroare |
| 103363.01.01 (Cod LMI: GR-I-s-B-14790)    | Situl arheologic de la Gostinu - "Grindul Bunei" / ansamblu anonim (Categorie: locuire civilă) (Tip: Așezare)                                                        | sat Gostinu, comuna Gostinu   | Grindul Bunei           |                                              |            | 44°00′00″N 26°06′30″E / 44°N 26.10833°E       | Încărcați imagine | Raportați eroare |
| 103363.01.02 (Cod LMI: GR-I-m-B-14790.01) | Situl arheologic de la Gostinu - "Grindul Bunei" / ansamblu anonim (Categorie: locuire civilă) (Tip: Așezare)                                                        | sat Gostinu, comuna Gostinu   | Grindul Bunei           | sec. III - II a. Chr.                        |            | 44°00′00″N 26°06′30″E / 44°N 26.10833°E       | Încărcați imagine | Raportați eroare |
| 103489.01.01 (Cod LMI: GR-I-m-B-14791.03) | Situl arheologic de la Greaca -"Valea Fântânilor" / ansamblu anonim (Categorie: locuire civilă) (Tip: Așezare)                                                       | sat Greaca, comuna Greaca     | Valea Fântânilor        | Boian - Bolintineanu                         |            | 44°08′10″N 26°22′56″E / 44.13611°N 26.38222°E | Încărcați imagine | Raportați eroare |
| 103489.01.02 (Cod LMI: GR-I-s-B-14791)    | Situl arheologic de la Greaca -"Valea Fântânilor" / ansamblu anonim (Categorie: locuire civilă) (Tip: Așezare)                                                       | sat Greaca, comuna Greaca     | Valea Fântânilor        | Tei - IV                                     |            | 44°08′10″N 26°22′56″E / 44.13611°N 26.38222°E | Încărcați imagine | Raportați eroare |
| 103489.01.03 (Cod LMI: GR-I-s-B-14791)    | Situl arheologic de la Greaca -"Valea Fântânilor" / ansamblu anonim (Categorie: locuire civilă) (Tip: Așezare)                                                       | sat Greaca, comuna Greaca     | Valea Fântânilor        | Basarabi                                     |            | 44°08′10″N 26°22′56″E / 44.13611°N 26.38222°E | Încărcați imagine | Raportați eroare |
| 103489.01.04 (Cod LMI: GR-I-m-B-14791.02) | Situl arheologic de la Greaca -"Valea Fântânilor" / ansamblu anonim (Categorie: locuire civilă) (Tip: Așezare)                                                       | sat Greaca, comuna Greaca     | Valea Fântânilor        | sec. III - II a. Chr.                        |            | 44°08′10″N 26°22′56″E / 44.13611°N 26.38222°E | Încărcați imagine | Raportați eroare |
| 103489.01.05 (Cod LMI: GR-I-m-B-14791.01) | Situl arheologic de la Greaca -"Valea Fântânilor" / ansamblu anonim (Categorie: locuire civilă) (Tip: Așezare)                                                       | sat Greaca, comuna Greaca     | Valea Fântânilor        | sec. VIII - IX                               |            | 44°08′10″N 26°22′56″E / 44.13611°N 26.38222°E | Încărcați imagine | Raportați eroare |
| 103489.02.01 (Cod LMI: GR-I-m-B-14792.02) | Situl arheologic de la Greaca - "La Cruțescu" / ansamblu anonim (Categorie: locuire civilă) (Tip: Așezare)                                                           | sat Greaca, comuna Greaca     | La Cruțescu             | Gumelnița                                    |            | 44°07′08″N 26°22′46″E / 44.11889°N 26.37951°E | Încărcați imagine | Raportați eroare |
| 103489.02.02 (Cod LMI: GR-I-m-B-14792.01) | Situl arheologic de la Greaca - "La Cruțescu" / ansamblu anonim (Categorie: locuire civilă) (Tip: Așezare)                                                           | sat Greaca, comuna Greaca     | La Cruțescu             |                                              |            | 44°07′08″N 26°22′46″E / 44.11889°N 26.37951°E | Încărcați imagine | Raportați eroare |
| 103489.03.01 (Cod LMI: GR-I-m-B-14793.04) | Așezarea preistorică de la Greaca - "La Slom" / ansamblu anonim (Categorie: locuire civilă) (Tip: Așezare)                                                           | sat Greaca, comuna Greaca     | La Slom                 | Boian - Giulești                             |            | 44°07′08″N 26°22′46″E / 44.11889°N 26.37951°E | Încărcați imagine | Raportați eroare |
| 103489.03.02 (Cod LMI: GR-I-s-B-14793)    | Așezarea preistorică de la Greaca - "La Slom" / ansamblu anonim (Categorie: locuire civilă) (Tip: Așezare)                                                           | sat Greaca, comuna Greaca     | La Slom                 | Tei - IV                                     |            | 44°07′08″N 26°22′46″E / 44.11889°N 26.37951°E | Încărcați imagine | Raportați eroare |
| 103489.03.03 (Cod LMI: GR-I-m-B-14793.03) | Așezarea preistorică de la Greaca - "La Slom" / ansamblu anonim (Categorie: locuire civilă) (Tip: Așezare)                                                           | sat Greaca, comuna Greaca     | La Slom                 |                                              |            | 44°07′08″N 26°22′46″E / 44.11889°N 26.37951°E | Încărcați imagine | Raportați eroare |
| 103489.03.04 (Cod LMI: GR-I-m-B-14793.02) | Așezarea preistorică de la Greaca - "La Slom" / ansamblu anonim (Categorie: locuire civilă) (Tip: Așezare)                                                           | sat Greaca, comuna Greaca     | La Slom                 | geto-dacică sec. III - I a. Chr.             |            | 44°07′08″N 26°22′46″E / 44.11889°N 26.37951°E | Încărcați imagine | Raportați eroare |
| 103489.03.05 (Cod LMI: GR-I-m-B-14793.01) | Așezarea preistorică de la Greaca - "La Slom" / ansamblu anonim (Categorie: locuire civilă) (Tip: Așezare)                                                           | sat Greaca, comuna Greaca     | La Slom                 |                                              |            | 44°07′08″N 26°22′46″E / 44.11889°N 26.37951°E | Încărcați imagine | Raportați eroare |
| 100530.04 (Cod LMI: GR-II-m-A-14880)      | Fragmente din zidul cetății turcești Tabia de la Giurgiu - str. Dunării / ansamblu anonim (Categorie: fortificație)                                                  | municipiul Giurgiu            | str. Dunării            |                                              |            |                                               | Încărcați imagine | Raportați eroare |
| 103096.01.01                              | Ruinele fostului Schit Strâmbul de la Găiseni / ansamblu Ruinele fostului Schit Strâmbul (Categorie: structură de cult/religioasă) (Tip: Schit)                      | sat Găiseni, comuna Găiseni   |                         | sec. XVI - XVII                              |            | 44°30′57″N 25°38′52″E / 44.51583°N 25.64778°E | Încărcați imagine | Raportați eroare |
| 103096.01.02                              | Ruinele fostului Schit Strâmbul de la Găiseni / ansamblu Biserica "Sf. Nicolae" a fostei Mănăstiri Găiseni (Categorie: structură de cult/religioasă) (Tip: Biserică) | sat Găiseni, comuna Găiseni   |                         | 1515, modificări în sec. XVII și XVIII       |            | 44°30′57″N 25°38′52″E / 44.51583°N 25.64778°E | Încărcați imagine | Raportați eroare |
| 100530.05.01 (Cod LMI: GR-II-m-B-14864)   | Biserica "Adormirea Maicii Domnului" de la Giurgiu / ansamblu anonim (Categorie: construcție de cult) (Tip: biserică)                                                | municipiul Giurgiu            |                         | sec. XIX                                     |            |                                               | Încărcați imagine | Raportați eroare |
| 100530.05.02 (Cod LMI: GR-II-m-B-14864)   | Biserica "Adormirea Maicii Domnului" de la Giurgiu / ansamblu anonim (Categorie: construcție de cult) (Tip: Cimitir)                                                 | municipiul Giurgiu            |                         | sec. XVIII                                   |            |                                               | Încărcați imagine | Raportați eroare |